# Kostel svatého Petra a Pavla (Soběnice)
Kostel svatých Petra a Pavla v Soběnicích je barokní sakrální stavbou tvořící významnou krajinnou dominantu celého Úštěcka, protože je díky poloze viditelný z mnoha míst v širokém okolí. Soběnice jsou součástí obce Liběšice v okrese Litoměřice. Kostel je zapsán do seznamu kulturních památek.

## Historie

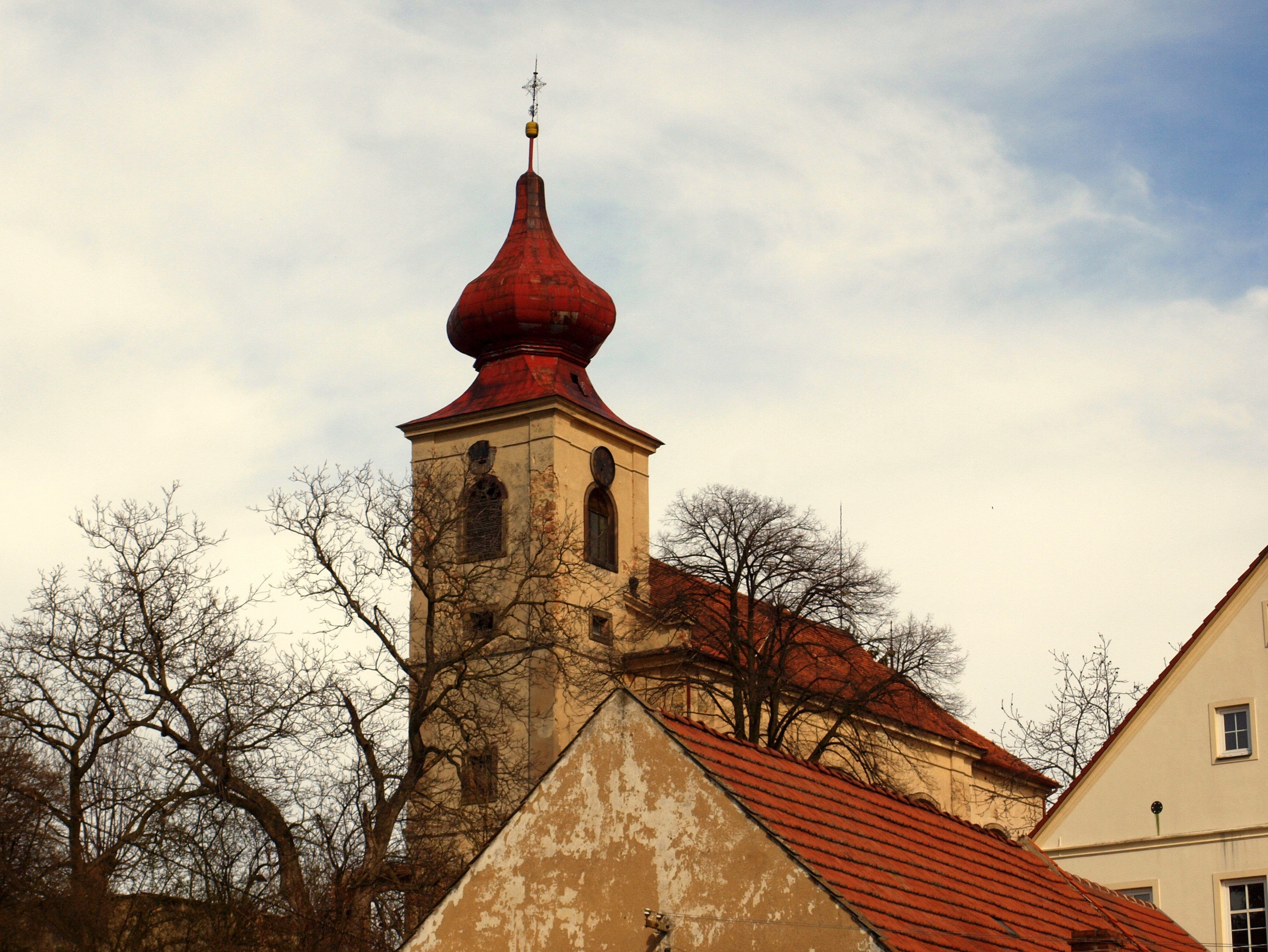
Věž a střecha kostela sv. Petra a Pavla v Soběnicích

Kostel byl postaven podle projektu Giulio Broggia v letech 1693–1698. Věž kostela byla zvýšena o horní patro v roce 1816. Tento barokní kostel nahradil původní svatyni, která byla v místě připomínána již v roce 1352 v soupisu papežského desátku z českých farností, kde jsou Soběnice uváděny pod jménem Sowynicz. Nicméně poprvé jsou Soběnice připomínány v písemném dokladu o vesnici z roku 1197, kdy ves věnoval blahoslavený Hroznata tepelskému klášteru. Od roku 1284 patřila obec příslušníkům drobné šlechty. Koncem 16. století se Soběnice rozdělily mezi ploskovické a velkoújezdské panství. Po vysídlení německy mluvícího obyvatelstva po roce 1945 kostel začal chátrat, a protože byl kolem přelomu druhého a třetího tisíciletí volně přístupný, bylo zničeno i jeho dříve bohaté vnitřní zařízení, které se postupně ztratilo nebo bylo umístěno do depozitáře. Ve druhé dekádě 21. století však díky iniciativě obce Liběšic začala postupná obnova kostela.

## Architektura
Kostel je jednolodní podélnou stavbou s odsazeným pravoúhlým presbytářem s nízkými přístavky po stranách a s hranolovou věží v západním průčelí. Uvnitř má valenou klenbu s lunetami, pilastry s římsovými úseky a nachází se zde dřevěná varhanní kruchta, k níž byla později připojena dvě ramena empor sahající až do středu lodi. Kostel obklopuje zpustlý hřbitov, ohrazený kamennou zdí s barokní bránou v podélné ose kostela. Od návsi je k němu přístup schodišťovou cestou.

## Vnitřní zařízení
Údaje z roku 1980 ještě v kostele uvádí funkční zařízení skládající se z hlavního oltáře a dvou bočních oltářů z roku 1909. Kazatelna byla pozdně barokní z konce 18. století, se sloupky na hranách a malbami evangelistů a sv. Jana Křtitele v polích. Na konzolách v lodi a na triumfálním oblouku se nacházely barokní sochy sv. Petra a Pavla, sv. Jana Křtitele, biskupa a Madony z druhé poloviny 18. století. V presbytáři byly čtyři obrazy: dva řeholníci s liliemi, dáma s lilií, lvem a křížkem, a obraz sv. Máří Magdalény. Jedna se snad o dílo od Ignáce Raaba přenesené z jezuitské rezidence v Liběšicích z druhé poloviny 18. století. V sakristii byl umístěn obraz sv. Václava z 18. století, který byl rovněž z liběšické rezidence. V podvěží byl obraz z roku 1755 s námětem místního neštěstí, kdy blesk zabil tři lidi při zvonění proti bouři. Zařízení včetně obrazů bylo opravováno v roce 1936.